# Kình địch bóng đá Việt Nam – Thái Lan
Sự kình địch bóng đá giữa Việt Nam và Thái Lan là sự kình địch thể thao giữa hai quốc gia có nền bóng đá được xem là phát triển nhất của Đông Nam Á, thường để xác định đội tuyển nào mới thực sự đứng đầu ở khu vực này. Hai đội đã chạm trán với nhau tổng cộng 59 trận kể từ năm 1956 đến nay.
Sự chia cắt lãnh thổ Việt Nam vào năm 1954 đã dẫn tới việc đội tuyển Việt Nam Cộng hòa ở miền Nam Việt Nam là đại diện chính thức cho Việt Nam trong các cuộc đối đầu với Thái Lan đến năm 1975. Mặc dù Việt Nam đã tái thống nhất vào năm 1976, nền bóng đá nước này chỉ chính thức hội nhập trở lại với thể thao quốc tế vào năm 1991 sau một khoảng thời gian đóng cửa đất nước. Qua 59 lần đối đầu, Việt Nam đang nhỉnh hơn khi đánh bại Thái Lan 25 lần, so với 22 chiến thắng của người Thái, còn lại là 12 lần bất phân thắng bại. Tuy nhiên, tính từ năm 1991, Việt Nam lại hoàn toàn lép vế trước Thái Lan khi chỉ có 5 chiến thắng, còn lại là 9 trận hòa và 17 trận thua sau 31 lần đối đầu.
Là một trong những cặp kỳ phùng địch thủ nổi tiếng của Đông Nam Á và được truyền thông châu Á ví như "Siêu kinh điển Đông Nam Á" hoặc "El Clasico của ASEAN", các trận đấu giữa Việt Nam và Thái Lan luôn được đông đảo người hâm mộ hai nước theo dõi.

## Lịch sử
Sự kình địch bóng đá giữa Việt Nam và Thái Lan bắt nguồn từ các cuộc chiến tranh và xung đột quân sự giữa hai nước trong nhiều thế kỷ, cùng với sự cạnh tranh gần đây về kinh tế. Hơn nữa, Thái Lan trong nhiều năm qua là đội tuyển có bề dày thành tích vượt trội ở nền bóng đá Đông Nam Á khi đang nắm giữ kỷ lục về số lần vô địch AFF Cup và SEA Games, và họ luôn được xem là đối thủ lớn nhất của Việt Nam kể từ khi đội tuyển nước này tái hội nhập vào năm 1991. Sự kình địch giữa hai đội dần trở nên gay gắt hơn với việc các cổ động viên cũng như giới truyền thông của Việt Nam cảm thấy khó chịu và luôn từ chối thừa nhận sự thống trị của bóng đá Thái Lan tại khu vực giới truyền thông và phần lớn các cổ động viên Việt Nam họ chấp nhận cho đội nhà có thể "thua bất cứ ai ngoại trừ Thái Lan". Mối kình địch này bắt đầu từ trận chung kết SEA Games 1995, khi Thái Lan thắng Việt Nam 4–0 để đoạt huy chương vàng.
Khi bóng đá Việt Nam trở lại với đấu trường quốc tế, đội tuyển nước này chủ yếu đối đầu Thái Lan ở các giải đấu như SEA Games, AFF Cup và ít thường xuyên hơn là vòng loại World Cup. Khác với sự thắng thế khi đối đầu với những đội bóng láng giềng khác như Malaysia, Indonesia hay Singapore, Việt Nam thua nhiều hơn thắng trước người Thái, và nhiều trận gần như thua toàn diện trước đối thủ, từ kỹ thuật cơ bản, tư duy chơi bóng, cho đến tâm lý và bản lĩnh thi đấu. Do đó, Thái Lan được xem là một đối thủ kỵ giơ và là nỗi ám ảnh của người Việt cho tham vọng thống trị bóng đá Đông Nam Á. Đã có thời kỳ, Việt Nam chủ yếu đá bằng tinh thần trước Thái Lan, hơn là đối chọi sòng phẳng về đấu pháp và chiến thuật. Ngay cả khi đang là đương kim vô địch AFF Cup và SEA Games, và trong lúc người Thái chạm đáy thành tích và phong độ, việc đánh bại họ dường như chưa bao giờ là nhiệm vụ đơn giản với Việt Nam.
Việc bóng đá Việt Nam thường xuyên thất bại trước Thái Lan ở các giải đấu quốc tế khiến truyền thông và dư luận Việt Nam, với sự tị nạnh rất cao, thường so sánh đội nhà với Thái Lan và luôn muốn Việt Nam phải hơn Thái Lan trên mọi phương diện, dù là ở giải giao hữu, giải trẻ (SEA Games), giải đấu nhỏ (AFF Cup), vòng loại của các giải lớn hơn (AFC Asian Cup, FIFA World Cup), hay so bì ngay cả trên bảng xếp hạng FIFA. Thậm chí, tư tưởng "ăn thua" và "so bì" với Thái Lan của giới truyền thông và người hâm mộ còn lan đến cả bóng đá nữ và futsal. Đối với họ, không cần biết sức mạnh đội tuyển Việt Nam so với châu Á hay thế giới như thế nào, tiến bộ được bao nhiêu, chỉ cần Việt Nam mạnh nhất ở Đông Nam Á hoặc hơn Thái Lan là đủ.
Một cách trớ trêu, cho dù bóng đá Thái Lan luôn có ưu thế nhất định về trình độ so với Việt Nam, khi so sánh các giải đấu cấp quốc tế của cả hai nước kể từ những năm 2000, Thái Lan lại thường thi đấu không tốt tại các giải đấu có đẳng cấp cao hơn phạm vi Đông Nam Á, còn Việt Nam lại thường có những thành tích cấp châu lục nổi trội hơn Thái Lan ở một số thời điểm. Minh chứng rõ ràng nhất là tại hai kỳ Cúp bóng đá châu Á vào năm 2007, khi Việt Nam, chứ không phải Thái Lan, mới là đội vượt qua vòng bảng bất chấp cả hai đội đều có 4 điểm ở mỗi bảng đấu, và năm 2019, khi Thái Lan chỉ vượt qua vòng bảng lần đầu sau 47 năm, trong khi Việt Nam xuất sắc vào tứ kết trong lần thứ hai tham dự với tư cách là một nước thống nhất. Việt Nam cũng là đội bóng Đông Nam Á đầu tiên giành chiến thắng tại vòng loại thứ ba của World Cup khu vực châu Á với chiến thắng 3–1 trước Trung Quốc tại vòng loại World Cup 2022, điều mà Thái Lan không thể làm được trong hai lần lọt vào vòng loại cuối trước đó.
Thành tích đối đầu của hai đội đã phát triển hoàn toàn tương phản theo thời gian. Trong thời gian đối đầu với Việt Nam Cộng hòa trước năm 1975, Thái Lan tỏ ra kém xa đối thủ khi chỉ thắng năm trận so với 20 trận thắng của kình địch phía đông bán đảo Đông Dương. Tuy nhiên, khi đội tuyển Việt Nam thống nhất hội nhập trở lại với bóng đá quốc tế vào năm 1991, Thái Lan chiếm ưu thế hơn hẳn với 17 trận thắng, chín trận hòa và chỉ để thua năm trận. Xét trên toàn cục, thành tích chung cuộc tính từ trận đầu tiên giữa hai bên vào năm 1956 vẫn đang nghiêng về phía Việt Nam, với 25 trận thắng, 22 trận thua và 12 trận hòa. Lần gần nhất hai đội gặp nhau là ở chung kết Giải vô địch bóng đá ASEAN 2024, nơi Việt Nam đánh bại Thái Lan trong cả hai lượt trận với tổng tỷ số 5–3 (thắng 2–1 trên sân nhà ở Việt Trì và thắng 3–2 trên sân khách ở Băng Cốc).

## Trận đấu cấp độ đội tuyển quốc gia

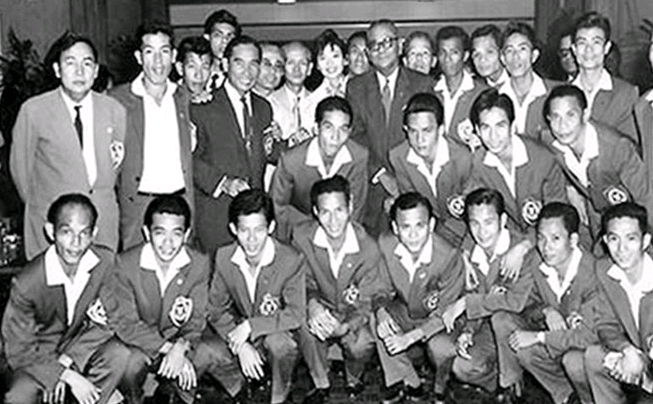
Việt Nam Cộng hòa giành huy chương vàng SEAP Games 1959 khi thắng chủ nhà Thái Lan 3–1 ở chung kết tại Băng Cốc

| #  | Thời gian            | Nhà               | Tỷ số | Khách             | Địa điểm            | Giải đấu                                           |
| -- | -------------------- | ----------------- | ----- | ----------------- | ------------------- | -------------------------------------------------- |
| 1  | 1956                 | Việt Nam Cộng hòa | 2–1   | Thái Lan          | Sài Gòn             | Giao hữu                                           |
| 2  | 1956                 | Việt Nam Cộng hòa | 3–1   | Thái Lan          | Sài Gòn             | Giao hữu                                           |
| 3  | 13 tháng 12 năm 1959 | Thái Lan          | 0–4   | Việt Nam Cộng hòa | Băng Cốc            | Vòng bảng SEAP Games 1959                          |
| 4  | 17 tháng 12 năm 1959 | Thái Lan          | 1–3   | Việt Nam Cộng hòa | Băng Cốc            | Chung kết SEAP Games 1959                          |
| 5  | 16 tháng 8 năm 1961  | Việt Nam Cộng hòa | 2–1   | Thái Lan          | Singapore           | Giao hữu                                           |
| 6  | 11 tháng 12 năm 1961 | Thái Lan          | 0–0   | Việt Nam Cộng hòa | Rangoon             | Vòng bảng SEAP Games 1961                          |
| 7  | 16 tháng 12 năm 1961 | Thái Lan          | 1–1   | Việt Nam Cộng hòa | Rangoon             | Tranh hạng ba SEAP Games 1961                      |
| 8  | 28 tháng 10 năm 1962 | Việt Nam Cộng hòa | 0–1   | Thái Lan          | Sài Gòn             | Vòng bảng Cúp Độc lập 1962                         |
| 9  | 17 tháng 8 năm 1963  | Việt Nam Cộng hòa | 3–2   | Thái Lan          | Kuala Lumpur        | Merdeka Cup 1963                                   |
| 10 | 14 tháng 12 năm 1963 | Việt Nam Cộng hòa | 3–0   | Thái Lan          | Sài Gòn             | Vòng loại AFC Asian Cup 1964                       |
| 11 | 13 tháng 11 năm 1965 | Việt Nam Cộng hòa | 4–0   | Thái Lan          | Sài Gòn             | Cúp Độc lập 1965                                   |
| 12 | 15 tháng 12 năm 1965 | Thái Lan          | 2–1   | Việt Nam Cộng hòa | Kuala Lumpur        | Vòng loại SEAP Games 1965                          |
| 13 | 18 tháng 12 năm 1965 | Thái Lan          | 2–0   | Việt Nam Cộng hòa | Kuala Lumpur        | Bán kết SEAP Games 1965                            |
| 14 | 5 tháng 11 năm 1966  | Việt Nam Cộng hòa | 4–1   | Thái Lan          | Sài Gòn             | Cúp Độc lập 1966                                   |
| 15 | 24 tháng 3 năm 1967  | Thái Lan          | 0–1   | Việt Nam Cộng hòa | Hồng Kông           | Vòng loại AFC Asian Cup 1968                       |
| 16 | 19 tháng 8 năm 1967  | Việt Nam Cộng hòa | 5–2   | Thái Lan          | Ipoh                | Merdeka Cup 1967                                   |
| 17 | 14 tháng 12 năm 1967 | Thái Lan          | 0–5   | Việt Nam Cộng hòa | Băng Cốc            | Bán kết SEAP Games 1967                            |
| 18 | 15 tháng 8 năm 1968  | Thái Lan          | 2–3   | Việt Nam Cộng hòa | Ipoh                | Merdeka Cup 1968                                   |
| 19 | 1 tháng 11 năm 1970  | Việt Nam Cộng hòa | 1–0   | Thái Lan          | Sài Gòn             | Chung kết Cúp Độc lập 1970                         |
| 20 | 13 tháng 12 năm 1970 | Thái Lan          | 1–0   | Việt Nam Cộng hòa | Băng Cốc            | Vòng bảng Đại hội Thể thao châu Á 1970             |
| 21 | 10 tháng 8 năm 1971  | Việt Nam Cộng hòa | 4–2   | Thái Lan          | Kuala Lumpur        | Vòng bảng Merdeka Cup 1971                         |
| 22 | 26 tháng 8 năm 1971  | Việt Nam Cộng hòa | 2–1   | Thái Lan          | Singapore           | Giao hữu                                           |
| 23 | 30 tháng 10 năm 1971 | Việt Nam Cộng hòa | 3–0   | Thái Lan          | Sài Gòn             | Bán kết Cúp Độc lập 1971                           |
| 24 | 11 tháng 11 năm 1971 | Thái Lan          | 0–1   | Việt Nam Cộng hòa | Băng Cốc            | Vòng bảng King's Cup 1971                          |
| 25 | 18 tháng 12 năm 1971 | Thái Lan          | 0–0   | Việt Nam Cộng hòa | Kuala Lumpur        | Tranh hạng ba SEAP Games 1971                      |
| 26 | 16 tháng 5 năm 1973  | Việt Nam Cộng hòa | 1–0   | Thái Lan          | Seoul               | Vòng loại châu Á FIFA World Cup 1974               |
| 27 | 9 tháng 11 năm 1974  | Việt Nam Cộng hòa | 3–2   | Thái Lan          | Sài Gòn             | Bán kết Cúp Độc lập 1974                           |
| 28 | 21 tháng 3 năm 1975  | Thái Lan          | 4–0   | Việt Nam Cộng hòa | Băng Cốc            | Vòng loại AFC Asian Cup 1976                       |
| 29 | 10 tháng 12 năm 1995 | Thái Lan          | 3–1   | Việt Nam          | Chiang Mai          | Vòng bảng SEA Games 1995                           |
| 30 | 16 tháng 12 năm 1995 | Thái Lan          | 4–0   | Việt Nam          | Chiang Mai          | Chung kết SEA Games 1995                           |
| 31 | 13 tháng 9 năm 1996  | Thái Lan          | 4–2   | Việt Nam          | Singapore           | Bán kết Tiger Cup 1996                             |
| 32 | 16 tháng 10 năm 1997 | Thái Lan          | 2–1   | Việt Nam          | Jakarta             | Bán kết SEA Games 1997                             |
| 33 | 3 tháng 9 năm 1998   | Việt Nam          | 3–0   | Thái Lan          | Hà Nội              | Bán kết Tiger Cup 1998                             |
| 34 | 5 tháng 8 năm 1999   | Việt Nam          | 0–0   | Thái Lan          | Bandar Seri Begawan | Vòng bảng SEA Games 1999                           |
| 35 | 14 tháng 8 năm 1999  | Thái Lan          | 2–0   | Việt Nam          | Bandar Seri Begawan | Chung kết SEA Games 1999                           |
| 36 | 8 tháng 12 năm 2002  | Thái Lan          | 2–1   | Việt Nam          | Băng Cốc            | Giao hữu                                           |
| 37 | 27 tháng 12 năm 2002 | Thái Lan          | 4–0   | Việt Nam          | Jakarta             | Bán kết Tiger Cup 2002                             |
| 38 | 29 tháng 10 năm 2006 | Việt Nam          | 2–2   | Thái Lan          | Hà Nội              | Agribank Cup 2006                                  |
| 39 | 24 tháng 12 năm 2006 | Thái Lan          | 2–1   | Việt Nam          | Băng Cốc            | Vòng bảng King's Cup 2006                          |
| 40 | 30 tháng 12 năm 2006 | Thái Lan          | 3–1   | Việt Nam          | Băng Cốc            | Chung kết King's Cup 2006                          |
| 41 | 24 tháng 1 năm 2007  | Việt Nam          | 0–2   | Thái Lan          | Hà Nội              | Bán kết lượt đi AFF Cup 2007                       |
| 42 | 28 tháng 1 năm 2007  | Thái Lan          | 0–0   | Việt Nam          | Băng Cốc            | Bán kết lượt về AFF Cup 2007                       |
| 43 | 16 tháng 11 năm 2008 | Việt Nam          | 2–2   | Thái Lan          | Hà Nội              | T&T Cup 2008                                       |
| 44 | 6 tháng 12 năm 2008  | Thái Lan          | 2–0   | Việt Nam          | Phuket              | Vòng bảng AFF Suzuki Cup 2008                      |
| 45 | 24 tháng 12 năm 2008 | Thái Lan          | 1–2   | Việt Nam          | Băng Cốc            | Chung kết lượt đi AFF Suzuki Cup 2008              |
| 46 | 28 tháng 12 năm 2008 | Việt Nam          | 1–1   | Thái Lan          | Hà Nội              | Chung kết lượt về AFF Suzuki Cup 2008              |
| 47 | 30 tháng 11 năm 2012 | Thái Lan          | 3–1   | Việt Nam          | Băng Cốc            | Vòng bảng AFF Suzuki Cup 2012                      |
| 48 | 24 tháng 5 năm 2015  | Thái Lan          | 1–0   | Việt Nam          | Băng Cốc            | Vòng loại châu Á FIFA World Cup 2018               |
| 49 | 13 tháng 10 năm 2015 | Việt Nam          | 0–3   | Thái Lan          | Hà Nội              | Vòng loại châu Á FIFA World Cup 2018               |
| 50 | 5 tháng 6 năm 2019   | Thái Lan          | 0–1   | Việt Nam          | Buriram             | Bán kết King's Cup 2019                            |
| 51 | 5 tháng 9 năm 2019   | Thái Lan          | 0–0   | Việt Nam          | Pathum Thani        | Vòng loại châu Á FIFA World Cup 2022               |
| 52 | 19 tháng 11 năm 2019 | Việt Nam          | 0–0   | Thái Lan          | Hà Nội              | Vòng loại châu Á FIFA World Cup 2022               |
| 53 | 23 tháng 12 năm 2021 | Việt Nam          | 0–2   | Thái Lan          | Singapore           | Bán kết lượt đi AFF Suzuki Cup 2020                |
| 54 | 26 tháng 12 năm 2021 | Thái Lan          | 0–0   | Việt Nam          | Singapore           | Bán kết lượt về AFF Suzuki Cup 2020                |
| 55 | 13 tháng 1 năm 2023  | Việt Nam          | 2–2   | Thái Lan          | Hà Nội              | Chung kết lượt đi AFF Mitsubishi Electric Cup 2022 |
| 56 | 16 tháng 1 năm 2023  | Thái Lan          | 1–0   | Việt Nam          | Pathum Thani        | Chung kết lượt về AFF Mitsubishi Electric Cup 2022 |
| 57 | 10 tháng 9 năm 2024  | Việt Nam          | 1–2   | Thái Lan          | Hà Nội              | LPBank Cup 2024                                    |
| 58 | 2 tháng 1 năm 2025   | Việt Nam          | 2–1   | Thái Lan          | Việt Trì            | Chung kết lượt đi Giải vô địch bóng đá ASEAN 2024  |
| 59 | 5 tháng 1 năm 2025   | Thái Lan          | 2–3   | Việt Nam          | Băng Cốc            | Chung kết lượt về Giải vô địch bóng đá ASEAN 2024  |

### Số liệu thống kê ở cấp độ đội tuyển quốc gia
| Giải đấu                                | Việt Nam                 | Việt Nam                 | Việt Nam                 | Thái Lan                 | Thái Lan                 | Thái Lan                                             |
| Giải đấu                                | Thành tích tốt nhất      | Số lần                   | Năm                      | Thành tích tốt nhất      | Số lần                   | Năm                                                  |
| --------------------------------------- | ------------------------ | ------------------------ | ------------------------ | ------------------------ | ------------------------ | ---------------------------------------------------- |
| Giải vô địch bóng đá Đông Nam Á         | Vô địch                  | 3                        | 2008, 2018, 2024         | Vô địch                  | 7                        | 1996, 2000, 2002, 2014, 2016, 2020, 2022             |
| Đại hội Thể thao Đông Nam Á (1959–1999) | Huy chương vàng          | 1                        | 1959                     | Huy chương vàng          | 9                        | 1965, 1975, 1981, 1983, 1985, 1993, 1995, 1997, 1999 |
| Cúp bóng đá châu Á                      | Hạng 4                   | 2                        | 1956, 1960               | Hạng 3                   | 1                        | 1972                                                 |
| Đại hội Thể thao châu Á (1951–1998)     | Hạng 4                   | 1                        | 1962                     | Hạng 4                   | 2                        | 1990, 1998                                           |
| Thế vận hội (1900–1988)                 | Không vượt qua vòng loại | Không vượt qua vòng loại | Không vượt qua vòng loại | Vòng 1                   | 1                        | 1956                                                 |
| Thế vận hội (1900–1988)                 | Không vượt qua vòng loại | Không vượt qua vòng loại | Không vượt qua vòng loại | Vòng bảng                | 1                        | 1968                                                 |
| Giải vô địch bóng đá thế giới           | Không vượt qua vòng loại | Không vượt qua vòng loại | Không vượt qua vòng loại | Không vượt qua vòng loại | Không vượt qua vòng loại | Không vượt qua vòng loại                             |

| Xếp hạng | Cầu thủ                      | Bàn thắng |
| -------- | ---------------------------- | --------- |
| 1        | Netipong Srithong–in         | 6         |
| 2        | Tawan Sripan                 | 3         |
| 2        | Kiatisuk Senamuang           | 3         |
| 2        | Datsakorn Thonglao           | 3         |
| 2        | Lê Công Vinh                 | 3         |
| 6        | Teerasil Dangda              | 2         |
| 6        | Chanathip Songkrasin         | 2         |
| 6        | Theerathon Bunmathan         | 2         |
| 6        | Worrawoot Srimaka            | 2         |
| 6        | Nguyễn Xuân Son              | 2         |
| 6        | Nguyễn Tiến Linh             | 2         |
| 6        | Nguyễn Hồng Sơn              | 2         |
| 6        | Phan Thanh Bình              | 2         |
| 6        | Cù Sinh                      | 2         |
| 6        | Sutee Suksomkit              | 2         |
| 6        | Kirati Keawsombat            | 2         |
| 6        | Pipat Thonkanya              | 2         |
| 6        | Suchao Nuchnum               | 2         |
| 6        | Võ Hoàng Bửu                 | 2         |
| 19       | Kroekrit Thaweekarn          | 1         |
| 19       | Pokklaw Anan                 | 1         |
| 19       | Dusit Chalermsan             | 1         |
| 19       | Sarayuth Chaikamdee          | 1         |
| 19       | Thawatchai Damrong–Ongtrakul | 1         |
| 19       | Nguyễn Văn Quyết             | 1         |
| 19       | Nguyễn Anh Đức               | 1         |
| 19       | Nguyễn Việt Thắng            | 1         |
| 19       | Nguyễn Minh Phương           | 1         |
| 19       | Chalermsak Aukkee            | 1         |
| 19       | Sarach Yooyen                | 1         |
| 19       | Poramet Arjvirai             | 1         |
| 19       | Suphanat Mueanta             | 1         |
| 19       | Patrik Gustavsson            | 1         |
| 19       | Benjamin James Davis         | 1         |
| 19       | Supachok Sarachat            | 1         |
| 19       | Nattaporn Phanrit            | 1         |
| 19       | Thana Chanaboot              | 1         |
| 19       | Narongchai Vachiraban        | 1         |
| 19       | Manit Noywech                | 1         |
| 19       | Sakda Joemdee                | 1         |
| 19       | Pisanu Ketkarm               | 1         |
| 19       | Sudtha Sudsaart              | 1         |
| 19       | Nguyễn Hữu Đang              | 1         |
| 19       | Trương Việt Hoàng            | 1         |
| 19       | Văn Sỹ Hùng                  | 1         |
| 19       | Phùng Văn Nhiên              | 1         |
| 19       | Phan Văn Tài Em              | 1         |
| 19       | Vũ Văn Thanh                 | 1         |
| 19       | Phạm Tuấn Hải                | 1         |
| 19       | Nguyễn Hai Long              | 1         |
| 19       | Đỗ Thới Vinh                 | 1         |
| 19       | Đỗ Quang Thách               | 1         |
| 19       | Lê Văn Tỉ                    | 1         |
| 19       | Võ Bá Hùng                   | 1         |
| 19       | Trần Văn Kính                | 1         |

| Giải đấu                                | Số trận | Kết quả        | Kết quả | Kết quả        | Số bàn thắng | Số bàn thắng |
| Giải đấu                                | Số trận | Việt Nam thắng | Hòa     | Thái Lan thắng | Việt Nam     | Thái Lan     |
| --------------------------------------- | ------- | -------------- | ------- | -------------- | ------------ | ------------ |
| Đại hội Thể thao châu Á (1951–1998)     | 1       | –              | –       | 1              | 0            | 1            |
| Giải vô địch bóng đá Đông Nam Á         | 15      | 4              | 4       | 7              | 16           | 25           |
| Đại hội Thể thao Đông Nam Á (1959–1999) | 13      | 3              | 4       | 6              | 16           | 17           |
| Vòng loại Giải vô địch bóng đá thế giới | 5       | 1              | 2       | 2              | 1            | 4            |
| Vòng loại Cúp bóng đá châu Á            | 3       | 2              | –       | 1              | 4            | 4            |
| Giao hữu                                | 22      | 15             | 2       | 5              | 49           | 29           |
| Tổng cộng                               | 59      | 25             | 12      | 22             | 86           | 80           |

## Trận đấu cấp độ đội tuyển nữ quốc gia

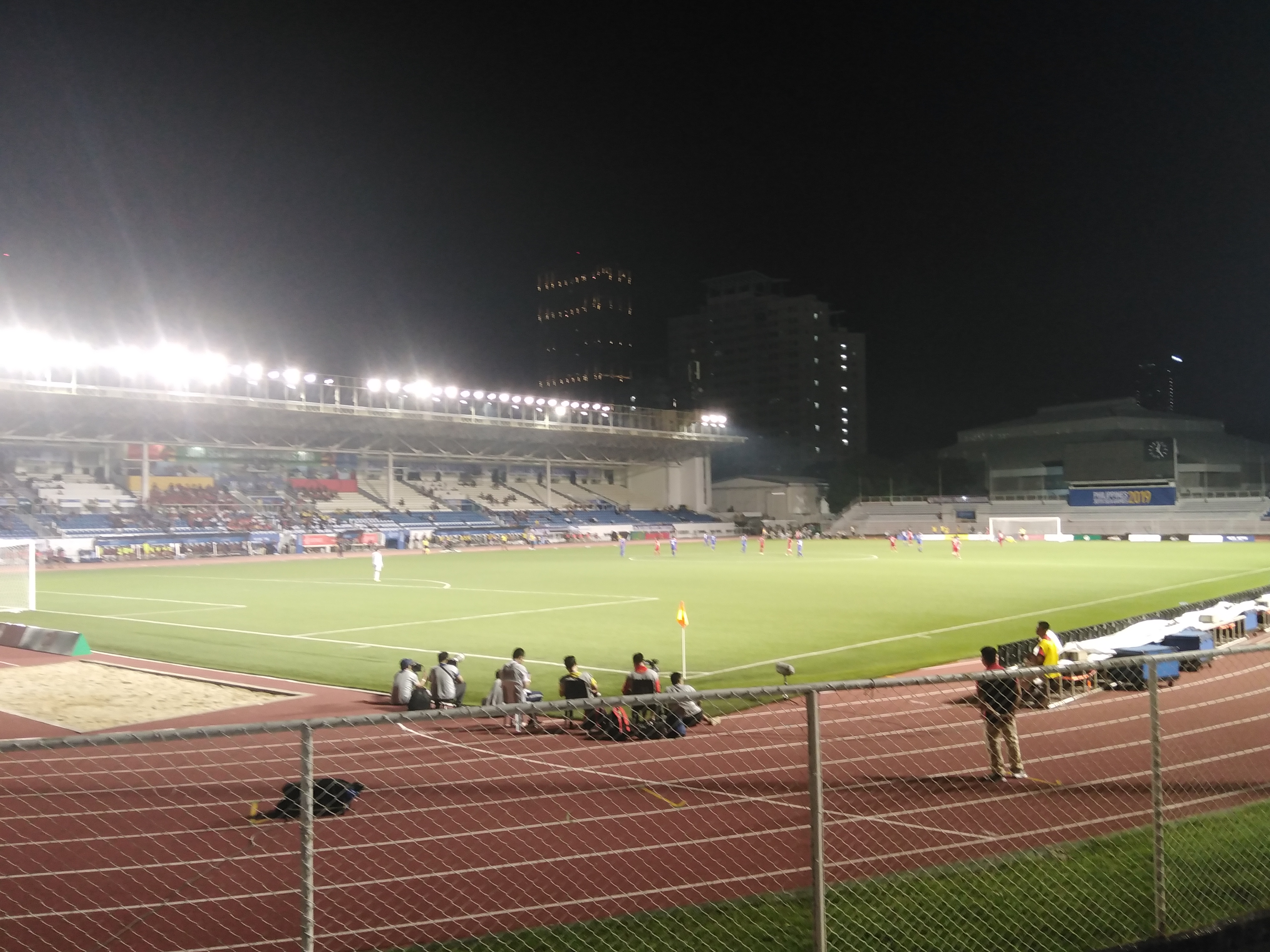
Trận đấu giữa Việt Nam và Thái Lan tại trận chung kết SEA Games 2019 môn bóng đá nữ

Hai quốc gia cũng có mối quan hệ kình địch mạnh mẽ ở bóng đá nữ do cả hai đều có đẳng cấp vượt trội so với phần còn lại của khu vực. Trong số 36 trận đã đấu, Việt Nam chiếm ưu thế áp đảo với 18 trận thắng, 9 trận hòa và 9 trận kết thúc với chiến thắng cho Thái Lan.
| #  | Thời gian            | Nhà      | Tỷ số        | Khách    | Địa điểm              | Giải đấu                                        |
| -- | -------------------- | -------- | ------------ | -------- | --------------------- | ----------------------------------------------- |
| 1  | 7 tháng 10 năm 1997  | Thái Lan | 3–2          | Việt Nam | Jakarta               | Vòng bảng SEA Games 1997                        |
| 2  | 10 tháng 12 năm 1998 | Thái Lan | 1–1          | Việt Nam | Pathum Thani          | Vòng bảng Đại hội Thể thao châu Á 1998          |
| 3  | 14 tháng 9 năm 2001  | Việt Nam | 4–0          | Thái Lan | Kuala Lumpur          | Chung kết SEA Games 2001                        |
| 4  | 2003                 | Việt Nam | 3–0          | Thái Lan | Quảng Ninh            | Giao hữu                                        |
| 5  | 8 tháng 12 năm 2003  | Việt Nam | 3–1          | Thái Lan | Hải Phòng             | Bán kết SEA Games 2003                          |
| 6  | 20 tháng 4 năm 2004  | Việt Nam | 0–0          | Thái Lan | Tokyo                 | Vòng loại châu Á Thế vận hội Mùa hè 2004        |
| 7  | 4 tháng 12 năm 2005  | Việt Nam | 3–0          | Thái Lan | Marikina              | Vòng bảng SEA Games 2005                        |
| 8  | 31 tháng 5 năm 2006  | Việt Nam | 3–2          | Thái Lan | Thành phố Hồ Chí Minh | Giải vô địch nữ Đông Nam Á 2006                 |
| 9  | 13 tháng 9 năm 2006  | Thái Lan | 3–0          | Việt Nam | Yangon                | Bán kết Giải vô địch nữ Đông Nam Á 2007         |
| 10 | 19 tháng 2 năm 2007  | Thái Lan | 1–0          | Việt Nam | Băng Cốc              | Vòng loại châu Á Thế vận hội Mùa hè 2008        |
| 11 | 3 tháng 6 năm 2007   | Việt Nam | 1–0          | Thái Lan | Hải Phòng             | Vòng loại châu Á Thế vận hội Mùa hè 2008        |
| 12 | 10 tháng 6 năm 2007  | Thái Lan | 5–0          | Việt Nam | Băng Cốc              | Vòng loại châu Á Thế vận hội Mùa hè 2008        |
| 13 | 13 tháng 12 năm 2007 | Thái Lan | 2–0          | Việt Nam | Nakhon Ratchasima     | Chung kết SEA Games 2007                        |
| 14 | 1 tháng 6 năm 2008   | Việt Nam | 1–0          | Thái Lan | Thành phố Hồ Chí Minh | Vòng bảng Cúp bóng đá nữ châu Á 2008            |
| 15 | 18 tháng 10 năm 2008 | Việt Nam | 2–1          | Thái Lan | Thành phố Hồ Chí Minh | Bán kết Giải vô địch nữ Đông Nam Á 2008         |
| 16 | 23 tháng 10 năm 2009 | Việt Nam | 2–0          | Thái Lan | Quảng Ninh            | Giải bóng đá nữ Quốc tế TKV 2009                |
| 17 | 11 tháng 12 năm 2009 | Việt Nam | 2–2          | Thái Lan | Viêng Chăn            | Vòng bảng SEA Games 2009                        |
| 18 | 16 tháng 12 năm 2009 | Việt Nam | 0–0 (3–0 p)  | Thái Lan | Viêng Chăn            | Chung kết SEA Games 2009                        |
| 19 | 25 tháng 3 năm 2011  | Việt Nam | 2–1          | Thái Lan | Cao Hùng              | Vòng loại châu Á Thế vận hội Mùa hè 2012        |
| 20 | 12 tháng 6 năm 2011  | Việt Nam | 3–3          | Thái Lan | Amman                 | Vòng loại châu Á Thế vận hội Mùa hè 2012        |
| 21 | 9 tháng 9 năm 2013   | Thái Lan | 0–0          | Việt Nam | Yangon                | Vòng bảng Giải vô địch nữ Đông Nam Á 2013       |
| 22 | 20 tháng 12 năm 2013 | Thái Lan | 2–1          | Việt Nam | Mandalay              | Chung kết SEA Games 2013                        |
| 23 | 21 tháng 5 năm 2014  | Việt Nam | 1–2          | Thái Lan | Thành phố Hồ Chí Minh | Tranh hạng 5 Cúp bóng đá nữ châu Á 2014         |
| 24 | 26 tháng 9 năm 2014  | Việt Nam | 2–1          | Thái Lan | Goyang                | Tứ kết Đại hội Thể thao châu Á 2014             |
| 25 | 8 tháng 5 năm 2015   | Việt Nam | 1–2          | Thái Lan | Thành phố Hồ Chí Minh | Bán kết Giải vô địch nữ Đông Nam Á 2015         |
| 26 | 22 tháng 9 năm 2015  | Việt Nam | 2–0          | Thái Lan | Mandalay              | Vòng loại châu Á Thế vận hội Mùa hè 2016        |
| 27 | 30 tháng 7 năm 2016  | Thái Lan | 0–2          | Việt Nam | Mandalay              | Vòng bảng Giải vô địch nữ Đông Nam Á 2016       |
| 28 | 4 tháng 8 năm 2016   | Thái Lan | 1–1 (6–5 p)  | Việt Nam | Mandalay              | Chung kết Giải vô địch nữ Đông Nam Á 2016       |
| 29 | 22 tháng 8 năm 2017  | Thái Lan | 1–1          | Việt Nam | Shah Alam             | SEA Games 2017                                  |
| 30 | 23 tháng 1 năm 2018  | Thái Lan | 2–0          | Việt Nam | Quảng Châu            | Giải bóng đá tứ hùng quốc tế Quảng Đông 2018    |
| 31 | 19 tháng 8 năm 2018  | Việt Nam | 3–2          | Thái Lan | Palembang             | Vòng bảng Đại hội Thể thao châu Á 2018          |
| 32 | 27 tháng 8 năm 2019  | Thái Lan | 0–1 (s.h.p.) | Việt Nam | Chonburi              | Chung kết Giải vô địch nữ Đông Nam Á 2019       |
| 33 | 26 tháng 11 năm 2019 | Việt Nam | 1–1          | Thái Lan | Binan                 | Vòng bảng SEA Games 2019                        |
| 34 | 8 tháng 12 năm 2019  | Việt Nam | 1–0 (s.h.p.) | Thái Lan | Manila                | Chung kết SEA Games 2019                        |
| 35 | 2 tháng 2 năm 2022   | Việt Nam | 2–0          | Thái Lan | Navi Mumbai           | Vòng play-off Cúp bóng đá nữ châu Á 2022        |
| 36 | 21 tháng 5 năm 2022  | Việt Nam | 1–0          | Thái Lan | Quảng Ninh            | Chung kết SEA Games 2021                        |
| 37 | 12 tháng 8 năm 2025  | Việt Nam | 1–0          | Thái Lan | Hải Phòng             | Vòng bảng Giải vô địch bóng đá nữ ASEAN 2025    |
| 38 | 19 tháng 8 năm 2025  | Việt Nam | 3-1          | Thái Lan | Hải Phòng             | Tranh hạng 3 Giải vô địch bóng đá nữ ASEAN 2025 |

### Số liệu thống kê ở cấp độ đội tuyển quốc gia
| Giải đấu                           | Việt Nam                 | Việt Nam                 | Việt Nam                                       | Thái Lan                 | Thái Lan                 | Thái Lan                     |
| Giải đấu                           | Thành tích tốt nhất      | Số lần                   | Năm                                            | Thành tích tốt nhất      | Số lần                   | Năm                          |
| ---------------------------------- | ------------------------ | ------------------------ | ---------------------------------------------- | ------------------------ | ------------------------ | ---------------------------- |
| Giải vô địch bóng đá nữ Đông Nam Á | Vô địch                  | 3                        | 2006, 2012, 2019                               | Vô địch                  | 4                        | 2011, 2015, 2016, 2018       |
| Đại hội Thể thao Đông Nam Á        | Huy chương vàng          | 8                        | 2001, 2003, 2005, 2009, 2017, 2019, 2021, 2023 | Huy chương vàng          | 5                        | 1985, 1995, 1997, 2007, 2013 |
| Cúp bóng đá nữ châu Á              | Tứ kết                   | 1                        | 2022                                           | Vô địch                  | 1                        | 1983                         |
| Đại hội Thể thao châu Á            | Hạng 4                   | 1                        | 2014                                           | Tứ kết                   | 2                        | 2014, 2018                   |
| Giải vô địch bóng đá nữ thế giới   | Vòng bảng                | 1                        | 2023                                           | Vòng bảng                | 2                        | 2015, 2019                   |
| Thế vận hội                        | Không vượt qua vòng loại | Không vượt qua vòng loại | Không vượt qua vòng loại                       | Không vượt qua vòng loại | Không vượt qua vòng loại | Không vượt qua vòng loại     |

| Giải đấu                           | Số trận | Kết quả        | Kết quả | Kết quả        | Số bàn thắng | Số bàn thắng |
| Giải đấu                           | Số trận | Việt Nam thắng | Hòa     | Thái Lan thắng | Việt Nam     | Thái Lan     |
| ---------------------------------- | ------- | -------------- | ------- | -------------- | ------------ | ------------ |
| Giải vô địch bóng đá nữ Đông Nam Á | 8       | 5              | 2       | 2              | 10           | 9            |
| Đại hội Thể thao Đông Nam Á        | 12      | 5              | 4       | 3              | 19           | 12           |
| Cúp bóng đá nữ châu Á              | 3       | 2              | –       | 1              | 4            | 2            |
| Đại hội Thể thao châu Á            | 3       | 2              | 1       | –              | 6            | 4            |
| Vòng loại bóng đá nữ Thế vận hội   | 7       | 3              | 2       | 2              | 8            | 10           |
| Giao hữu                           | 3       | 2              | –       | 1              | 5            | 2            |
| Tổng cộng                          | 36      | 20             | 9       | 9              | 52           | 39           |

## Trận đấu cấp độ U-23
| #  | Thời gian            | Nhà      | Tỷ số | Khách    | Địa điểm   | Giải đấu                       |
| -- | -------------------- | -------- | ----- | -------- | ---------- | ------------------------------ |
| 1  | 30 tháng 9 năm 2002  | Thái Lan | 3–0   | Việt Nam | Masan      | Vòng bảng Asiad 2002           |
| 2  | 30 tháng 11 năm 2003 | Việt Nam | 1–1   | Thái Lan | Hà Nội     | Vòng bảng SEA Games 2003       |
| 3  | 12 tháng 12 năm 2003 | Việt Nam | 1–2   | Thái Lan | Hà Nội     | Chung kết SEA Games 2003       |
| 4  | 28 tháng 10 năm 2005 | Việt Nam | 2–1   | Thái Lan | Hà Nội     | Agribank Cup 2005              |
| 5  | 4 tháng 12 năm 2005  | Thái Lan | 3–0   | Việt Nam | Bacolod    | Chung kết SEA Games 2005       |
| 6  | 9 tháng 11 năm 2009  | Việt Nam | 0–0   | Thái Lan | Hà Nội     | Smartdoor Cup 2009             |
| 7  | 2 tháng 12 năm 2009  | Thái Lan | 1–1   | Việt Nam | Viêng Chăn | Vòng bảng SEA Games 2009       |
| 8  | 19 tháng 6 năm 2012  | Thái Lan | 1–2   | Việt Nam | Băng Cốc   | Giao hữu                       |
| 9  | 6 tháng 11 năm 2013  | Thái Lan | 2–0   | Việt Nam | Phnôm Pênh | Vòng bảng BIDC Cup 2013        |
| 10 | 22 tháng 3 năm 2015  | Thái Lan | 3–1   | Việt Nam | Băng Cốc   | Giao hữu                       |
| 11 | 10 tháng 6 năm 2015  | Thái Lan | 3–1   | Việt Nam | Singapore  | Vòng bảng SEA Games 2015       |
| 12 | 24 tháng 8 năm 2017  | Thái Lan | 3–0   | Việt Nam | Selayang   | Vòng bảng SEA Games 2017       |
| 13 | 15 tháng 12 năm 2017 | Thái Lan | 1–2   | Việt Nam | Buriram    | Tranh hạng ba M-150 Cup 2017   |
| 14 | 21 tháng 2 năm 2019  | Thái Lan | 0–0   | Việt Nam | Phnôm Pênh | Vòng bảng U-22 Đông Nam Á 2019 |
| 15 | 26 tháng 3 năm 2019  | Việt Nam | 4–0   | Thái Lan | Hà Nội     | Vòng loại U-23 châu Á 2020     |
| 16 | 5 tháng 12 năm 2019  | Việt Nam | 2–2   | Thái Lan | Binan      | Vòng bảng SEA Games 2019       |
| 17 | 22 tháng 2 năm 2022  | Việt Nam | 1–0   | Thái Lan | Phnôm Pênh | Vòng bảng U-23 Đông Nam Á 2022 |
| 18 | 26 tháng 2 năm 2022  | Việt Nam | 1–0   | Thái Lan | Phnôm Pênh | Chung kết U-23 Đông Nam Á 2022 |
| 19 | 22 tháng 5 năm 2022  | Việt Nam | 1–0   | Thái Lan | Hà Nội     | Chung kết SEA Games 2021       |
| 20 | 2 tháng 6 năm 2022   | Việt Nam | 2–2   | Thái Lan | Tashkent   | Vòng bảng U-23 châu Á 2022     |
| 21 | 11 tháng 5 năm 2023  | Việt Nam | 1–1   | Thái Lan | Phnôm Pênh | Vòng bảng SEA Games 2023       |

### Số liệu thống kê ở cấp độ U-23
| Giải đấu                               | Việt Nam            | Việt Nam | Việt Nam   | Thái Lan            | Thái Lan | Thái Lan                                |
| Giải đấu                               | Thành tích tốt nhất | Số lần   | Năm        | Thành tích tốt nhất | Số lần   | Năm                                     |
| -------------------------------------- | ------------------- | -------- | ---------- | ------------------- | -------- | --------------------------------------- |
| Giải vô địch bóng đá U-23 Đông Nam Á   | Vô địch             | 2        | 2022, 2023 | Vô địch             | 1        | 2005                                    |
| Đại hội Thể thao Đông Nam Á (1999–nay) | Huy chương vàng     | 2        | 2019, 2021 | Huy chương vàng     | 7        | 2001, 2003, 2005, 2007, 2013, 2015 2017 |
| Giải vô địch bóng đá U-23 châu Á       | Á quân              | 1        | 2018       | Tứ kết              | 1        | 2020                                    |
| Đại hội Thể thao châu Á (1998–nay)     | Hạng 4              | 1        | 2018       | Hạng 4              | 2        | 2002, 2014                              |

| Giải đấu                                   | Số trận | Kết quả        | Kết quả | Kết quả        | Số bàn thắng | Số bàn thắng |
| Giải đấu                                   | Số trận | Việt Nam thắng | Hòa     | Thái Lan thắng | Việt Nam     | Thái Lan     |
| ------------------------------------------ | ------- | -------------- | ------- | -------------- | ------------ | ------------ |
| Giải vô địch bóng đá U-23 châu Á           | –       | –              | 1       | –              | 2            | 2            |
| Đại hội Thể thao châu Á (2002–nay)         | 1       | –              | –       | 1              | –            | 3            |
| Giải vô địch bóng đá U-23 Đông Nam Á       | 3       | 2              | 1       | –              | 2            | –            |
| Đại hội Thể thao Đông Nam Á (2001–nay)     | 9       | 1              | 4       | 4              | 8            | 16           |
| Vòng loại Giải vô địch bóng đá U-23 châu Á | 1       | 1              | –       | –              | 4            | –            |
| Giao hữu                                   | 6       | 3              | 1       | 2              | 7            | 8            |
| Tổng cộng                                  | 21      | 7              | 7       | 7              | 23           | 29           |

## Trận đấu cấp độ U-20
| #  | Thời gian            | Nhà      | Tỷ số     | Khách             | Địa điểm              | Giải đấu                               |
| -- | -------------------- | -------- | --------- | ----------------- | --------------------- | -------------------------------------- |
| 1  | 21 tháng 4 năm 1962  | Thái Lan | 1–1       | Việt Nam Cộng hòa | Băng Cốc              | Vòng bảng Giải trẻ châu Á 1962         |
| 2  | 25 tháng 4 năm 1969  | Thái Lan | 3–1       | Việt Nam Cộng hòa | Băng Cốc              | Tứ kết Giải trẻ châu Á 1969            |
| 3  | 1 tháng 2 năm 2002   | Thái Lan | 3–2       | Việt Nam          | Băng Cốc              | Bán kết U-20 Đông Nam Á 2002           |
| 4  | 18 tháng 8 năm 2002  | Thái Lan | 1–0       | Việt Nam          | Bandar Seri Begawan   | Vòng bảng Hassanal Bolkiah Trophy 2002 |
| 5  | 13 tháng 3 năm 2005  | Thái Lan | 1–0       | Việt Nam          | Bandar Seri Begawan   | Vòng bảng Hassanal Bolkiah Trophy 2005 |
| 6  | 17 tháng 9 năm 2006  | Thái Lan | 2–1       | Việt Nam          | Kuantan               | Vòng bảng U-20 Đông Nam Á 2006         |
| 7  | 8 tháng 3 năm 2007   | Thái Lan | 5–0       | Việt Nam          | Bandar Seri Begawan   | Vòng bảng Hassanal Bolkiah Trophy 2007 |
| 8  | 2 tháng 8 năm 2007   | Việt Nam | 1–1       | Thái Lan          | Thành phố Hồ Chí Minh | Vòng bảng U-20 Đông Nam Á 2007         |
| 9  | 8 tháng 11 năm 2009  | Thái Lan | 1–0       | Việt Nam          | Băng Cốc              | Vòng loại U-19 châu Á 2010             |
| 10 | 24 tháng 7 năm 2010  | Việt Nam | 1–1       | Thái Lan          | Thành phố Hồ Chí Minh | Vòng bảng U-19 Đông Nam Á 2010         |
| 11 | 21 tháng 9 năm 2011  | Thái Lan | 1–1 (5–4) | Việt Nam          | Yangon                | Chung kết U-19 Đông Nam Á 2011         |
| 12 | 10 tháng 9 năm 2013  | Việt Nam | 3–2       | Thái Lan          | Gresik                | Vòng bảng U-19 Đông Nam Á 2013         |
| 13 | 4 tháng 9 năm 2015   | Thái Lan | 6–0       | Việt Nam          | Viêng Chăn            | Chung kết U-19 Đông Nam Á 2015         |
| 14 | 22 tháng 8 năm 2016  | Việt Nam | 1–0       | Thái Lan          | Mandalay              | Vòng bảng U-19 KBZ Bank Cup 2016       |
| 15 | 22 tháng 2 năm 2017  | Việt Nam | 3–1       | Thái Lan          | Côn Minh              | ASEAN – Côn Minh 2017                  |
| 16 | 1 tháng 7 năm 2018   | Việt Nam | 0–0       | Thái Lan          | Gresik                | Vòng bảng U-18 Đông Nam Á 2018         |
| 17 | 25 tháng 3 năm 2019  | Việt Nam | 0–0       | Thái Lan          | Nha Trang             | Vòng bảng U-19 Quốc tế 2019            |
| 18 | 30 tháng 3 năm 2019  | Việt Nam | 1–0       | Thái Lan          | Nha Trang             | Chung kết U-19 Quốc tế 2019            |
| 19 | 13 tháng 8 năm 2019  | Việt Nam | 0–0       | Thái Lan          | Thành phố Hồ Chí Minh | Vòng bảng U-18 Đông Nam Á 2019         |
| 20 | 10 tháng 10 năm 2019 | Thái Lan | 0–1       | Việt Nam          | Băng Cốc              | Bán kết GSB Bangkok Cup 2019           |
| 21 | 10 tháng 7 năm 2022  | Việt Nam | 1–1       | Thái Lan          | Jakarta               | Vòng bảng U-19 Đông Nam Á 2022         |
| 22 | 15 tháng 7 năm 2022  | Việt Nam | 1–1 (5–3) | Thái Lan          | Bekasi                | Tranh hạng ba U-19 Đông Nam Á 2022     |
| 23 | 9 tháng 8 năm 2022   | Việt Nam | 1–0       | Thái Lan          | Bình Dương            | Vòng bảng U-19 Quốc tế 2022            |

### Số liệu thống kê ở cấp độ U-20
| Giải đấu                             | Việt Nam            | Việt Nam | Việt Nam | Thái Lan                 | Thái Lan                 | Thái Lan                     |
| Giải đấu                             | Thành tích tốt nhất | Số lần   | Năm      | Thành tích tốt nhất      | Số lần                   | Năm                          |
| ------------------------------------ | ------------------- | -------- | -------- | ------------------------ | ------------------------ | ---------------------------- |
| Giải vô địch bóng đá U-19 Đông Nam Á | Vô địch             | 1        | 2007     | Vô địch                  | 5                        | 2002, 2009, 2011, 2015, 2017 |
| Giải vô địch bóng đá U-20 châu Á     | Bán kết             | 1        | 2016     | Vô địch                  | 2                        | 1962, 1969                   |
| Giải vô địch bóng đá U-20 thế giới   | Vòng bảng           | 1        | 2017     | Không vượt qua vòng loại | Không vượt qua vòng loại | Không vượt qua vòng loại     |

| Giải đấu                                   | Số trận | Kết quả        | Kết quả | Kết quả        | Số bàn thắng | Số bàn thắng |
| Giải đấu                                   | Số trận | Việt Nam thắng | Hòa     | Thái Lan thắng | Việt Nam     | Thái Lan     |
| ------------------------------------------ | ------- | -------------- | ------- | -------------- | ------------ | ------------ |
| Giải vô địch bóng đá U-19 Đông Nam Á       | 11      | 1              | 7       | 3              | 11           | 18           |
| Giải vô địch bóng đá U-20 châu Á           | 2       | –              | 1       | 1              | 2            | 4            |
| Vòng loại Giải vô địch bóng đá U-20 châu Á | 1       | –              | –       | 1              | –            | 1            |
| Giao hữu                                   | 9       | 5              | 1       | 3              | 7            | 7            |
| Tổng cộng                                  | 23      | 6              | 9       | 8              | 20           | 30           |

## Trận đấu cấp độ U-17
| # | Thời gian            | Nhà      | Tỷ số     | Khách    | Địa điểm   | Giải đấu                         |
| - | -------------------- | -------- | --------- | -------- | ---------- | -------------------------------- |
| 1 | 30 tháng 8 năm 2007  | Thái Lan | 2–0       | Việt Nam | Phnôm Pênh | Bán kết U-17 Đông Nam Á 2007     |
| 2 | 11 tháng 10 năm 2009 | Thái Lan | 0–1       | Việt Nam | Băng Cốc   | Vòng loại U-16 châu Á 2010       |
| 3 | 2 tháng 8 năm 2015   | Thái Lan | 2–0       | Việt Nam | Phnôm Pênh | Vòng bảng U-16 Đông Nam Á 2015   |
| 4 | 22 tháng 7 năm 2017  | Thái Lan | 0–0 (2–4) | Việt Nam | Chonburi   | Chung kết U-15 Đông Nam Á 2017   |
| 5 | 9 tháng 3 năm 2018   | Thái Lan | 0–0 (4–5) | Việt Nam | Miyazaki   | Bán kết U-16 Nhật Bản–ASEAN 2018 |
| 6 | 10 tháng 8 năm 2022  | Việt Nam | 2–0       | Thái Lan | Sleman     | Bán kết U-16 Đông Nam Á 2022     |
| 7 | 9 tháng 10 năm 2022  | Việt Nam | 3–0       | Thái Lan | Phú Thọ    | Vòng loại U-17 châu Á 2023       |
| 8 | 1 tháng 7 năm 2024   | Việt Nam | 1–2       | Thái Lan | Surakarta  | Bán kết U-16 ASEAN 2024          |

### Số liệu thống kê ở cấp độ U-17
| Giải đấu                             | Việt Nam                 | Việt Nam                 | Việt Nam                 | Thái Lan            | Thái Lan | Thái Lan         |
| Giải đấu                             | Thành tích tốt nhất      | Số lần                   | Năm                      | Thành tích tốt nhất | Số lần   | Năm              |
| ------------------------------------ | ------------------------ | ------------------------ | ------------------------ | ------------------- | -------- | ---------------- |
| Giải vô địch bóng đá U-16 Đông Nam Á | Vô địch                  | 3                        | 2006, 2010, 2017         | Vô địch             | 3        | 2007, 2011, 2015 |
| Giải vô địch bóng đá U-17 châu Á     | Hạng 4                   | 1                        | 2000                     | Vô địch             | 1        | 1998             |
| Giải vô địch bóng đá U-17 thế giới   | không vượt qua vòng loại | không vượt qua vòng loại | không vượt qua vòng loại | Vòng bảng           | 2        | 1997, 1999       |

| Giải đấu                                   | Số trận | Kết quả        | Kết quả | Kết quả        | Số bàn thắng | Số bàn thắng |
| Giải đấu                                   | Số trận | Việt Nam thắng | Hòa     | Thái Lan thắng | Việt Nam     | Thái Lan     |
| ------------------------------------------ | ------- | -------------- | ------- | -------------- | ------------ | ------------ |
| Giải vô địch bóng đá U-16 Đông Nam Á       | 5       | 1              | 1       | 3              | 3            | 6            |
| Vòng loại Giải vô địch bóng đá U-17 châu Á | 2       | 2              | –       | –              | 4            | –            |
| Giao hữu                                   | 1       | –              | 1       | –              | –            | –            |
| Tổng cộng                                  | 8       | 3              | 2       | 3              | 7            | 6            |

## Trận đấu cấp độ futsal
| #  | Thời gian            | Nhà      | Tỷ số | Khách    | Địa điểm              | Giải đấu                                       |
| -- | -------------------- | -------- | ----- | -------- | --------------------- | ---------------------------------------------- |
| 1  | 5 tháng 5 năm 2005   | Thái Lan | 13–2  | Việt Nam | Băng Cốc              | Vòng bảng Futsal Đông Nam Á 2005               |
| 2  | 26 tháng 3 năm 2007  | Thái Lan | 13–3  | Việt Nam | Băng Cốc              | Vòng bảng Futsal Đông Nam Á 2007               |
| 3  | 14 tháng 6 năm 2009  | Việt Nam | 1–4   | Thái Lan | Thành phố Hồ Chí Minh | Chung kết Futsal Đông Nam Á 2009               |
| 4  | 25 tháng 5 năm 2010  | Thái Lan | 5–2   | Việt Nam | Tashkent              | Vòng bảng Futsal châu Á 2010                   |
| 5  | 22 tháng 11 năm 2011 | Thái Lan | 8–3   | Việt Nam | Jakarta               | Chung kết SEA Games 2011                       |
| 6  | 27 tháng 4 năm 2012  | Thái Lan | 9–4   | Việt Nam | Băng Cốc              | Chung kết Futsal Đông Nam Á 2012               |
| 7  | 23 tháng 10 năm 2013 | Thái Lan | 6–2   | Việt Nam | Băng Cốc              | Vòng bảng Futsal Đông Nam Á 2013               |
| 8  | 21 tháng 11 năm 2013 | Việt Nam | 1–3   | Thái Lan | Thành phố Hồ Chí Minh | Giải futsal quốc tế Thành phố Hồ Chí Minh 2013 |
| 9  | 15 tháng 12 năm 2013 | Thái Lan | 4–0   | Việt Nam | Naypyidaw             | Vòng bảng SEA Games 2013                       |
| 10 | 20 tháng 12 năm 2013 | Thái Lan | 8–1   | Việt Nam | Naypyidaw             | Chung kết SEA Games 2013                       |
| 11 | 23 tháng 9 năm 2014  | Việt Nam | 2–0   | Thái Lan | Shah Alam             | Vòng bảng Futsal Đông Nam Á 2014               |
| 12 | 14 tháng 10 năm 2015 | Thái Lan | 6–0   | Việt Nam | Băng Cốc              | Bán kết Futsal Đông Nam Á 2015                 |
| 13 | 15 tháng 2 năm 2016  | Thái Lan | 3–1   | Việt Nam | Tashkent              | Vòng bảng Futsal châu Á 2016                   |
| 14 | 21 tháng 2 năm 2016  | Thái Lan | 8–0   | Việt Nam | Tashkent              | Tranh hạng ba Futsal châu Á 2016               |
| 15 | 18 tháng 8 năm 2017  | Thái Lan | 4–1   | Việt Nam | Shah Alam             | SEA Games 2017                                 |
| 16 | 7 tháng 11 năm 2018  | Thái Lan | 4–1   | Việt Nam | Yogyakarta            | Vòng bảng Futsal Đông Nam Á 2018               |
| 17 | 25 tháng 10 năm 2019 | Việt Nam | 0–2   | Thái Lan | Thành phố Hồ Chí Minh | Bán kết Futsal Đông Nam Á 2019                 |
| 18 | 15 tháng 12 năm 2019 | Thái Lan | 3–1   | Việt Nam | Nakhon Ratchasima     | PTT Thailand Five 2019                         |
| 19 | 8 tháng 4 năm 2022   | Thái Lan | 3–1   | Việt Nam | Băng Cốc              | Bán kết Futsal Đông Nam Á 2022                 |
| 20 | 20 tháng 5 năm 2022  | Việt Nam | 0–2   | Thái Lan | Hà Nam                | SEA Games 2021                                 |
| 21 | 21 tháng 4 năm 2024  | Thái Lan | 2–1   | Việt Nam | Băng Cốc              | Vòng bảng Futsal châu Á 2024                   |
| 22 | 6 tháng 11 năm 2024  | Thái Lan | 2–3   | Việt Nam | Nakhon Ratchasima     | Vòng bảng Futsal ASEAN 2024                    |

### Số liệu thống kê ở cấp độ futsal
| Giải đấu                                      | Việt Nam            | Việt Nam | Việt Nam         | Thái Lan            | Thái Lan | Thái Lan                                                                                       |
| Giải đấu                                      | Thành tích tốt nhất | Số lần   | Năm              | Thành tích tốt nhất | Số lần   | Năm                                                                                            |
| --------------------------------------------- | ------------------- | -------- | ---------------- | ------------------- | -------- | ---------------------------------------------------------------------------------------------- |
| Giải vô địch bóng đá trong nhà Đông Nam Á     | Á quân              | 3        | 2009, 2012, 2024 | Vô địch             | 16       | 2001, 2003, 2005, 2006, 2007, 2008, 2009, 2012, 2013, 2014, 2015, 2016, 2017, 2018, 2019, 2022 |
| Đại hội Thể thao Đông Nam Á                   | Huy chương bạc      | 2        | 2011, 2013       | Huy chương vàng     | 5        | 2007, 2011, 2013, 2017, 2021                                                                   |
| Giải vô địch bóng đá trong nhà châu Á         | Hạng 4              | 1        | 2016             | Á quân              | 3        | 2008, 2012, 2024                                                                               |
| Đại hội Thể thao Trong nhà và Võ thuật châu Á | Tứ kết              | 1        | 2017             | Huy chương bạc      | 3        | 2005, 2007, 2009                                                                               |
| Giải vô địch bóng đá trong nhà thế giới       | Vòng 16 đội         | 2        | 2016, 2021       | Vòng 16 đội         | 4        | 2012, 2016, 2021, 2024                                                                         |

| Giải đấu                                  | Số trận | Kết quả        | Kết quả | Kết quả        | Số bàn thắng | Số bàn thắng |
| Giải đấu                                  | Số trận | Việt Nam thắng | Hòa     | Thái Lan thắng | Việt Nam     | Thái Lan     |
| ----------------------------------------- | ------- | -------------- | ------- | -------------- | ------------ | ------------ |
| Giải vô địch bóng đá trong nhà Đông Nam Á | 11      | 2              | –       | 9              | 19           | 62           |
| Đại hội Thể thao Đông Nam Á               | 5       | –              | –       | 5              | 5            | 26           |
| Giải vô địch bóng đá trong nhà châu Á     | 4       | –              | –       | 4              | 4            | 18           |
| Giao hữu                                  | 2       | –              | –       | 2              | 2            | 6            |
| Tổng cộng                                 | 22      | 2              | –       | 20             | 30           | 112          |